# 文煥
文煥（1858年—?)，字仲云、種蕓，号子章，李佳氏，荆州驻防滿洲鑲黃旗人，清朝政治人物、進士出身。
光緒元年乙亥举人，六年（1880年），参加庚辰科殿試，登進士二甲第101名。同年五月，著分部學習。
妻子马佳氏，道光丁未翻译进士、贵州知府崑玉之孙女，都察院礼科笔帖式榮福之女，光绪乙亥举人榮祺之侄女。